# Opatkowiczki
Opatkowiczki – wieś w Polsce położona w województwie świętokrzyskim, w powiecie kazimierskim, w gminie Czarnocin.
| SIMC    | Nazwa     | Rodzaj    |
| ------- | --------- | --------- |
| 0236079 | Gościniec | część wsi |

W latach 1975–1998 miejscowość administracyjnie należała do województwa kieleckiego.